# La Vendue-Mignot
Pour les articles homonymes, voir Mignot.
La Vendue-Mignot est une commune française, située dans le département de l'Aube en région Grand Est. Les gentilés du village sont «Mignotin» et «Mignotine».

## Hameaux, écarts, lieux-dits
- Le village de la Vendue-Mignot comprend deux quartiers limités par le carrefour avec la route de Villy-le-Bois, au nord le Bout-d'en-Haut, au sud le Bout-d'en-Bas.
- Hameau détaché du village : le Beaucaron.
- habitat écarté : le Bochat, ferme de Marivas qui était un ancien fief aussi sur Villy-le-Bois.

À noter que la ferme de Batilly, bien qu'ayant son accès sur la commune, fait partie de la commune voisine de Villy-le-Bois.

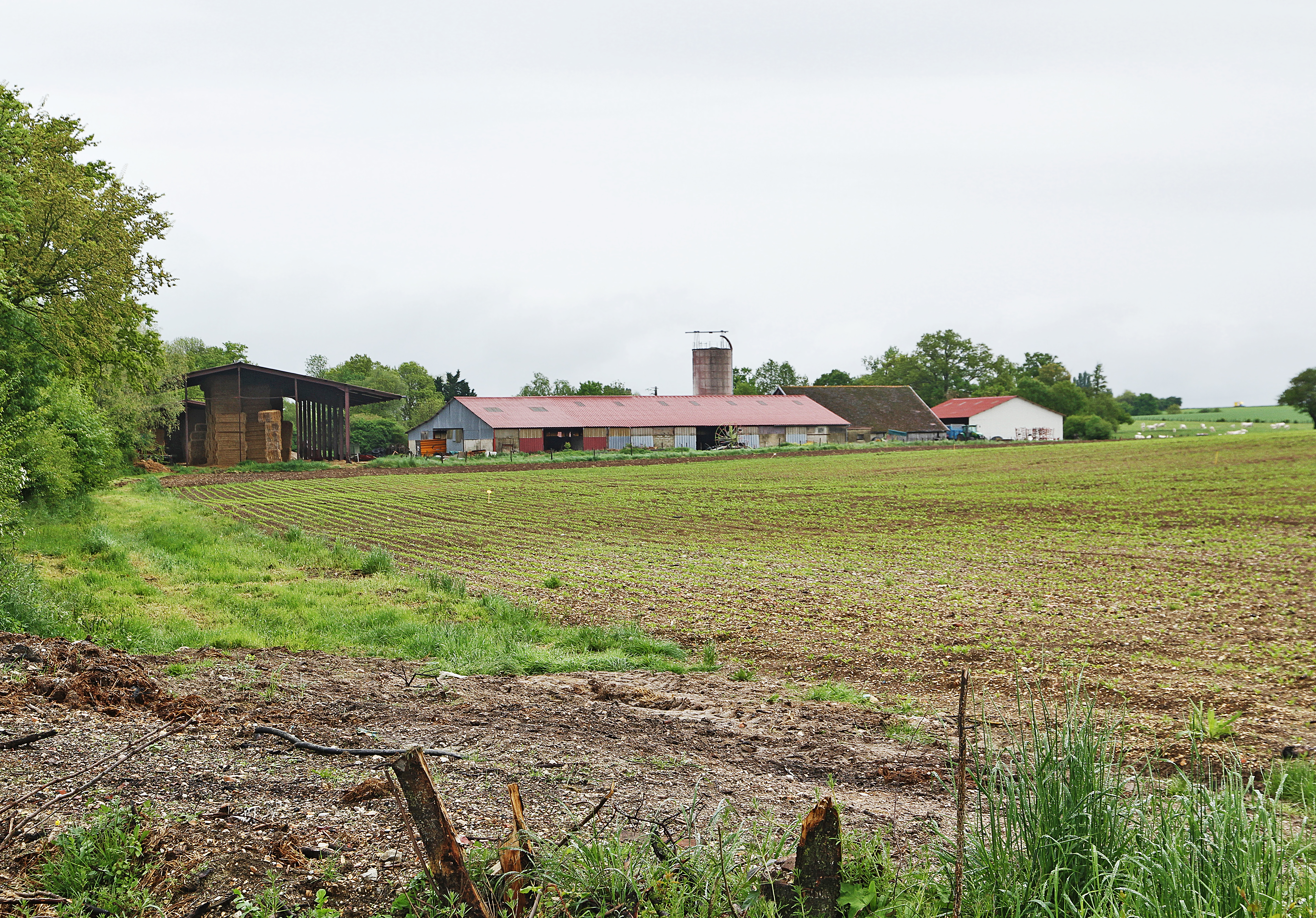
Ferme de Marivas.

## Géographie
| Villy-le-Bois | Les Bordes-Aumont |                     |
|               | La Vendue-Mignot  | Cormost             |
| Maupas        |                   | Les Loges-Margueron |

Au trois quarts couverte de forêt, la commune de la Vendue-Mignot garde une activité agricole en partie nord, autour de fermes isolées. Situé à 16 km à vol d'oiseau au sud de la préfecture de Troyes, sur la D 1 qui s'inscrit en Champagne humide dans sa partie auboise (du nord-est au sud-est), le village de la Vendue-Mignot est un village "forestier", ses habitations le long d'une grande rue principale jouxtent directement d'un côté (à l'est) la lisière de la forêt. Il en est de même pour le hameau du Beaucaron. La part boisée du finage s'inscrit dans la forêt syndicale d'Aumont, elle-même au sein du vaste massif forestier populairement nommé forêt de Chaource, et qui fait partie des grandes forêts de France. Elle est coupée de longues routes d'exploitation, certaines au départ de cette commune, qui en font un lieu propice aux activités de nature, comme beaucoup des communes voisines du Chaourçois dont elle fait partie au sein de Troyes Champagne Métropole.

### Topographie
Longtemps dit Les Vendues Mignot encore en usage en 1761.

### Hydrographie
La commune est dans la région hydrographique « la Seine de sa source au confluent de l'Oise (exclu) » au sein du bassin Seine-Normandie. Elle est drainée par le canal 01 de la Forêt Domaniale d'Aumont, le canal 02 de la Forêt Domaniale d'Aumont, la Seronne, le Fossé 01 de la Chambre au Loup et le Fossé 01 de l'Étang,.

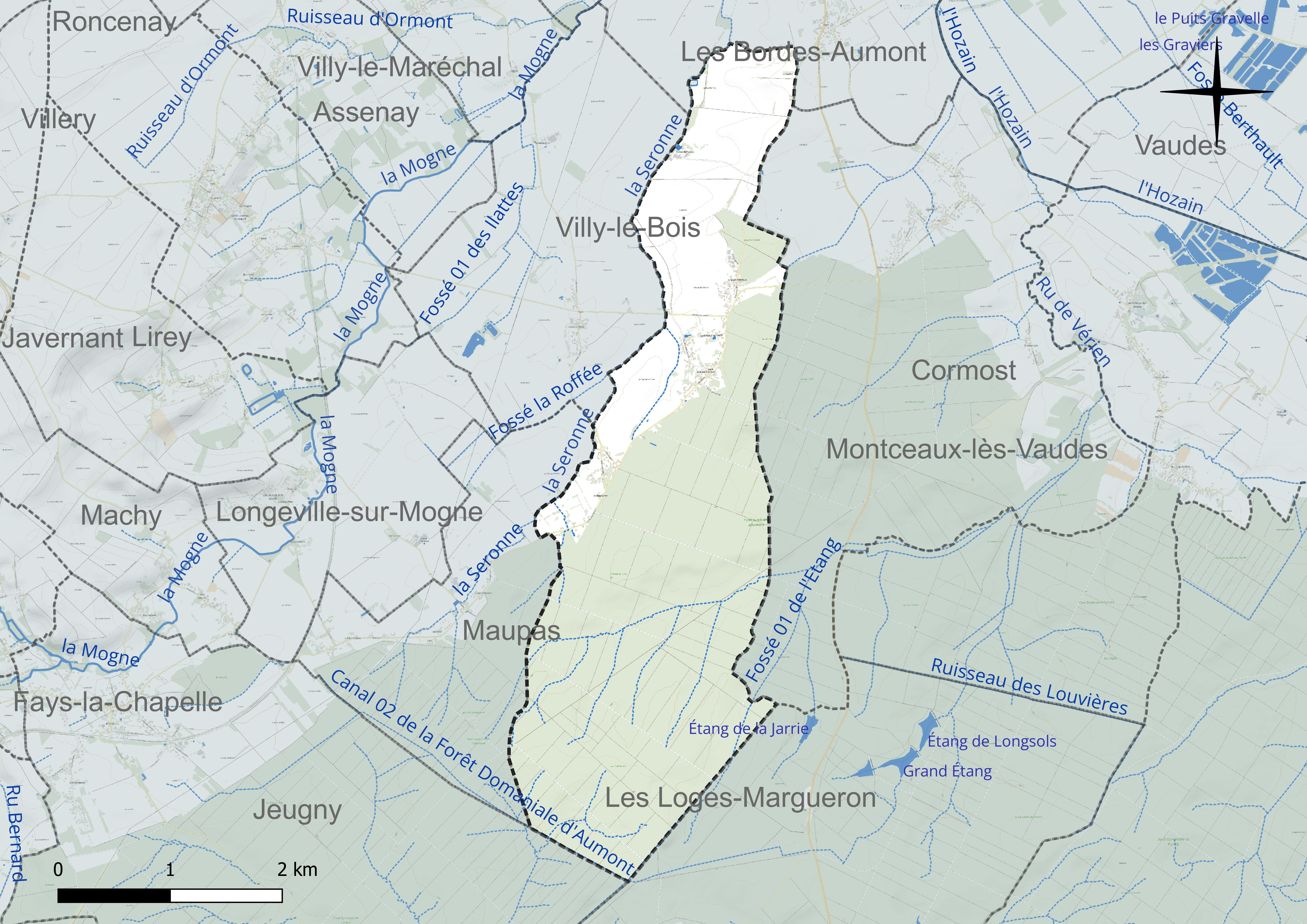
Réseau hydrographique de la Vendue-Mignot.

### Climat
Pour des articles plus généraux, voir Climat du Grand Est et Climat de l'Aube.
En 2010, le climat de la commune est de type climat océanique dégradé des plaines du Centre et du Nord, selon une étude du Centre national de la recherche scientifique s'appuyant sur une série de données couvrant la période 1971-2000. En 2020, Météo-France publie une typologie des climats de la France métropolitaine dans laquelle la commune est exposée à un climat océanique altéré et est dans la région climatique Lorraine, plateau de Langres, Morvan, caractérisée par un hiver rude (1,5 °C), des vents modérés et des brouillards fréquents en automne et hiver.
Pour la période 1971-2000, la température annuelle moyenne est de 10,5 °C, avec une amplitude thermique annuelle de 15,9 °C. Le cumul annuel moyen de précipitations est de 726 mm, avec 11,6 jours de précipitations en janvier et 7,9 jours en juillet. Pour la période 1991-2020, la température moyenne annuelle observée sur la station météorologique de Météo-France la plus proche, « Saint-Pouange », sur la commune de Saint-Pouange à 9 km à vol d'oiseau, est de 11,5 °C et le cumul annuel moyen de précipitations est de 707,5 mm. 
La température maximale relevée sur cette station est de 42,2 °C, atteinte le 24 juillet 2019 ; la température minimale est de −21 °C, atteinte le 9 janvier 1985,,.
Les paramètres climatiques de la commune ont été estimés pour le milieu du siècle (2041-2070) selon différents scénarios d'émission de gaz à effet de serre à partir des nouvelles projections climatiques de référence DRIAS-2020. Ils sont consultables sur un site dédié publié par Météo-France en novembre 2022.

## Urbanisme

### Typologie
Au 1er janvier 2024, La Vendue-Mignot est catégorisée commune rurale à habitat dispersé, selon la nouvelle grille communale de densité à 7 niveaux définie par l'Insee en 2022.
Elle est située hors unité urbaine. Par ailleurs la commune fait partie de l'aire d'attraction de Troyes, dont elle est une commune de la couronne,. Cette aire, qui regroupe 209 communes, est catégorisée dans les aires de 200 000 à moins de 700 000 habitants,.

### Occupation des sols
L'occupation des sols de la commune, telle qu'elle ressort de la base de données européenne d’occupation biophysique des sols Corine Land Cover (CLC), est marquée par l'importance des forêts et milieux semi-naturels (69,5 % en 2018), une proportion identique à celle de 1990 (69,5 %). La répartition détaillée en 2018 est la suivante : 
forêts (69,5 %), terres arables (16,1 %), prairies (10,7 %), zones agricoles hétérogènes (3,7 %). L'évolution de l’occupation des sols de la commune et de ses infrastructures peut être observée sur les différentes représentations cartographiques du territoire : la carte de Cassini (XVIIIe siècle), la carte d'état-major (1820-1866) et les cartes ou photos aériennes de l'IGN pour la période actuelle (1950 à aujourd'hui).

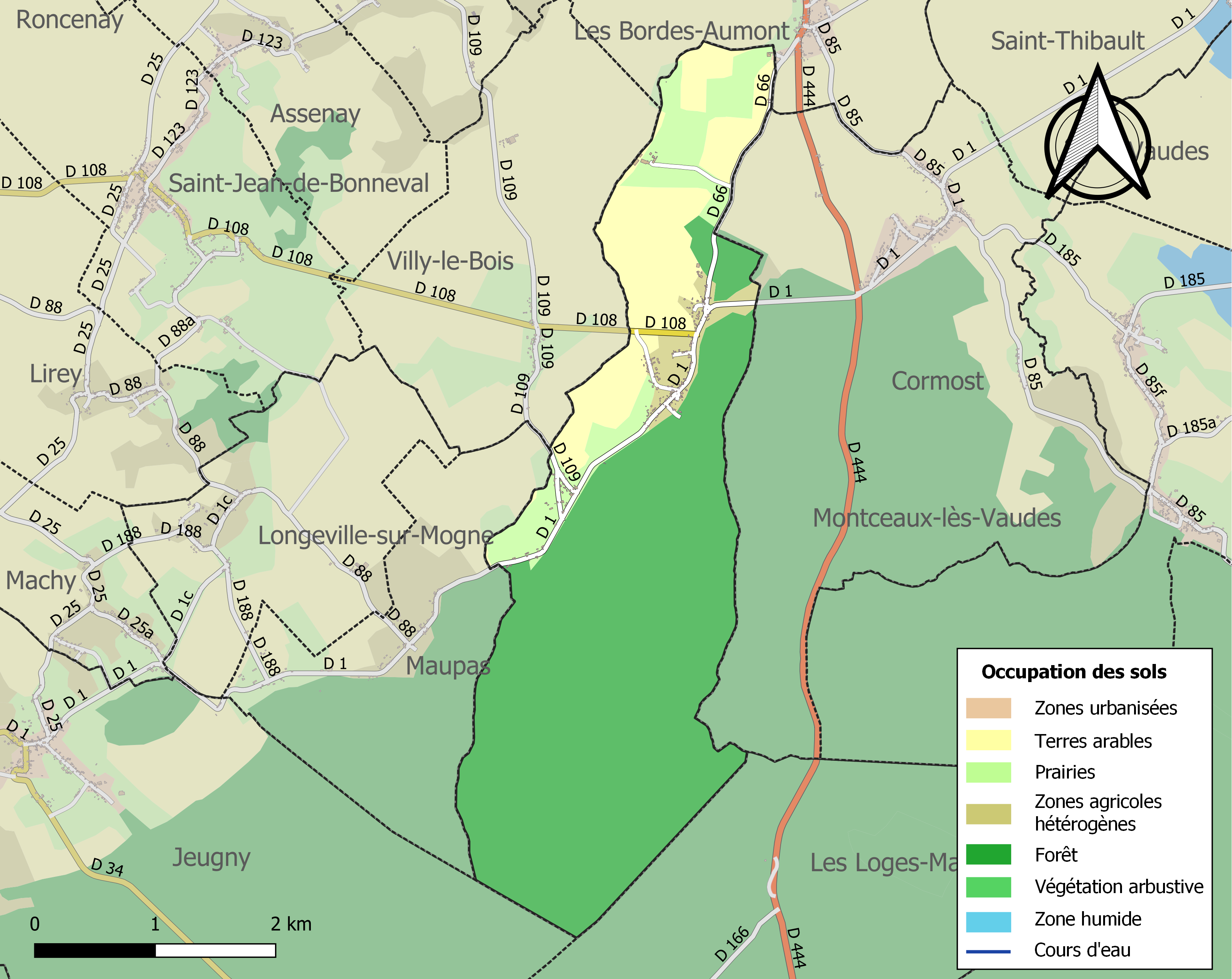
Carte des infrastructures et de l'occupation des sols de la commune en 2018 (CLC).

## Hydrographie
Les ruisseaux de la Séronne et de la Raffée servent de limites avec les communes voisines de Villy-le-Bois et Maupas. La Raffée rejoint la Séronne en limite de commune, elle est un affluent de l'Hozain sur le bassin versant de la Seine, rive gauche. La faible pente du terrain situé en Champagne humide favorise l'existence de mares, surtout dans la partie agricole, mais quelques-unes sont en forêt.

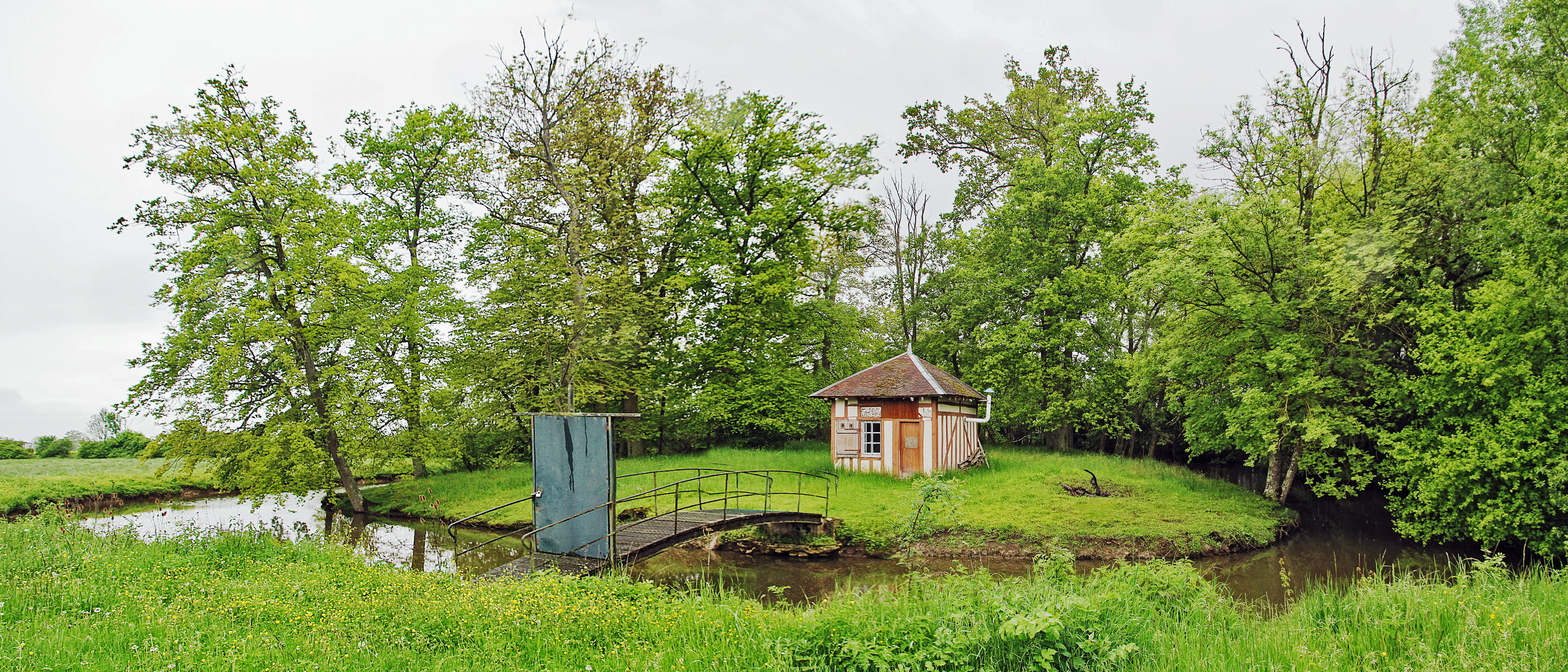
Le Petit Marivas en rive de la Seronne.

## Histoire

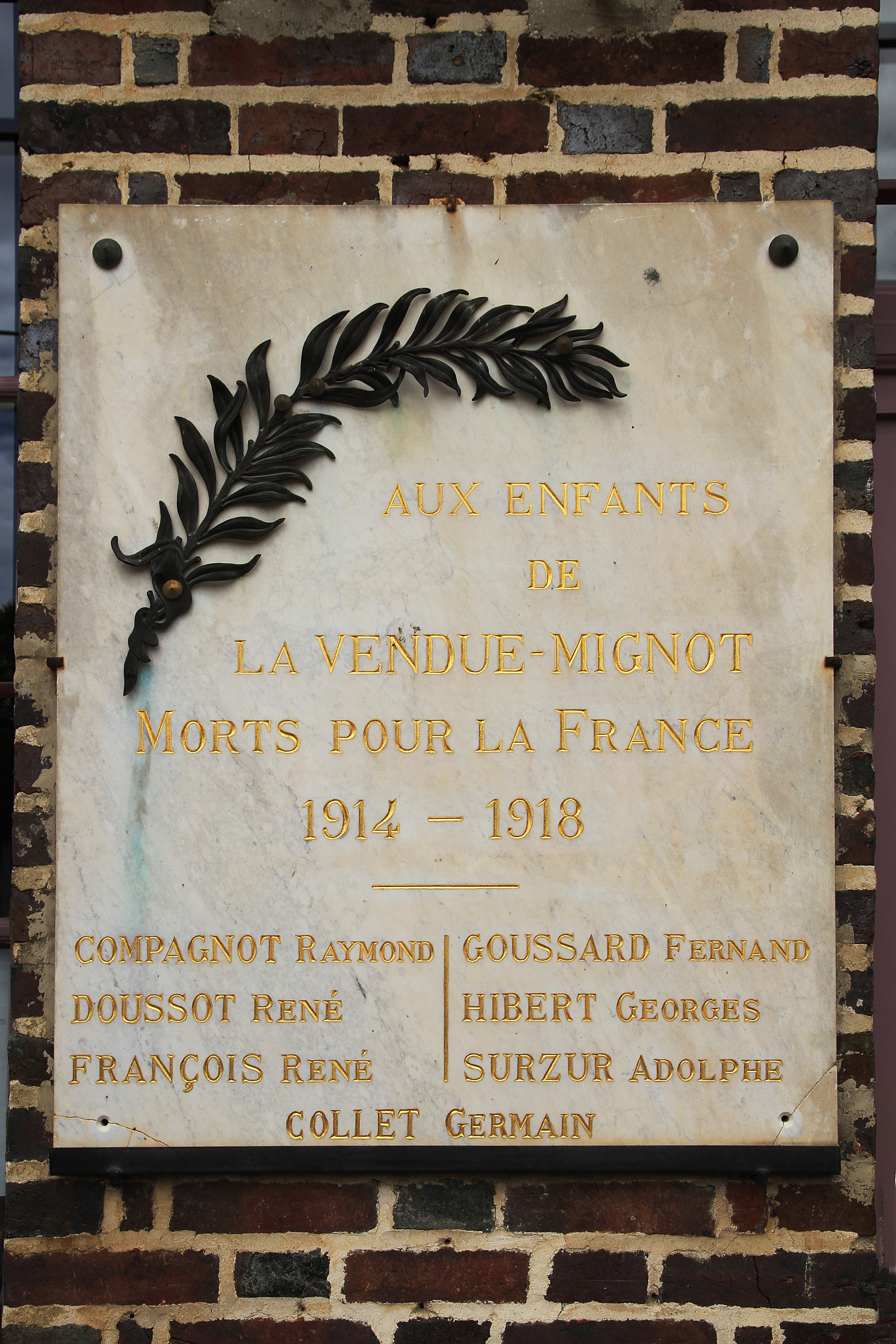
Plaque aux morts 1914-1918.

En 1789, le village était de l'intendance et de la généralité de Châlons, de l’élection et du bailliage de Troyes. La communauté relevait de la paroisse de l'Isle.
L'emprise actuelle du village n'a longtemps été occupée que par quelques maisons isolées en lisière de la forêt de L'Isle. Le nom du village vient de la vente par un grand propriétaire nommé Mignot de son terrain par parcelles. Sur celles-ci, pour la plupart, des habitations se sont construites pour former le village primitif. L'extension du village s'est surtout faite après la Révolution, aussi la commune n'a-t-elle ni église ni cimetière.
Longtemps l'habitat à proximité de la forêt a été construit en pan de bois, beaucoup de maisons de ce type ont été bâties autour de 1800. Ensuite sont apparues dans la région les briqueteries et les tuileries, on construira alors en « dur », mais on utilisera aussi la brique en appareillage entre les éléments de charpente en bois à la place du torchis, à la fois pour les côtés pratique de mise en œuvre et esthétique. La Vendue-Mignot avait sa tuilerie créée au milieu du XIXe siècle, son activité cessera autour de 1965 (voir § Lieux et monuments ci-dessous). Une des voies du village a gardé le nom d'« impasse de la Tuilerie » et l'usine a été réhabilitée.

## Politique et administration

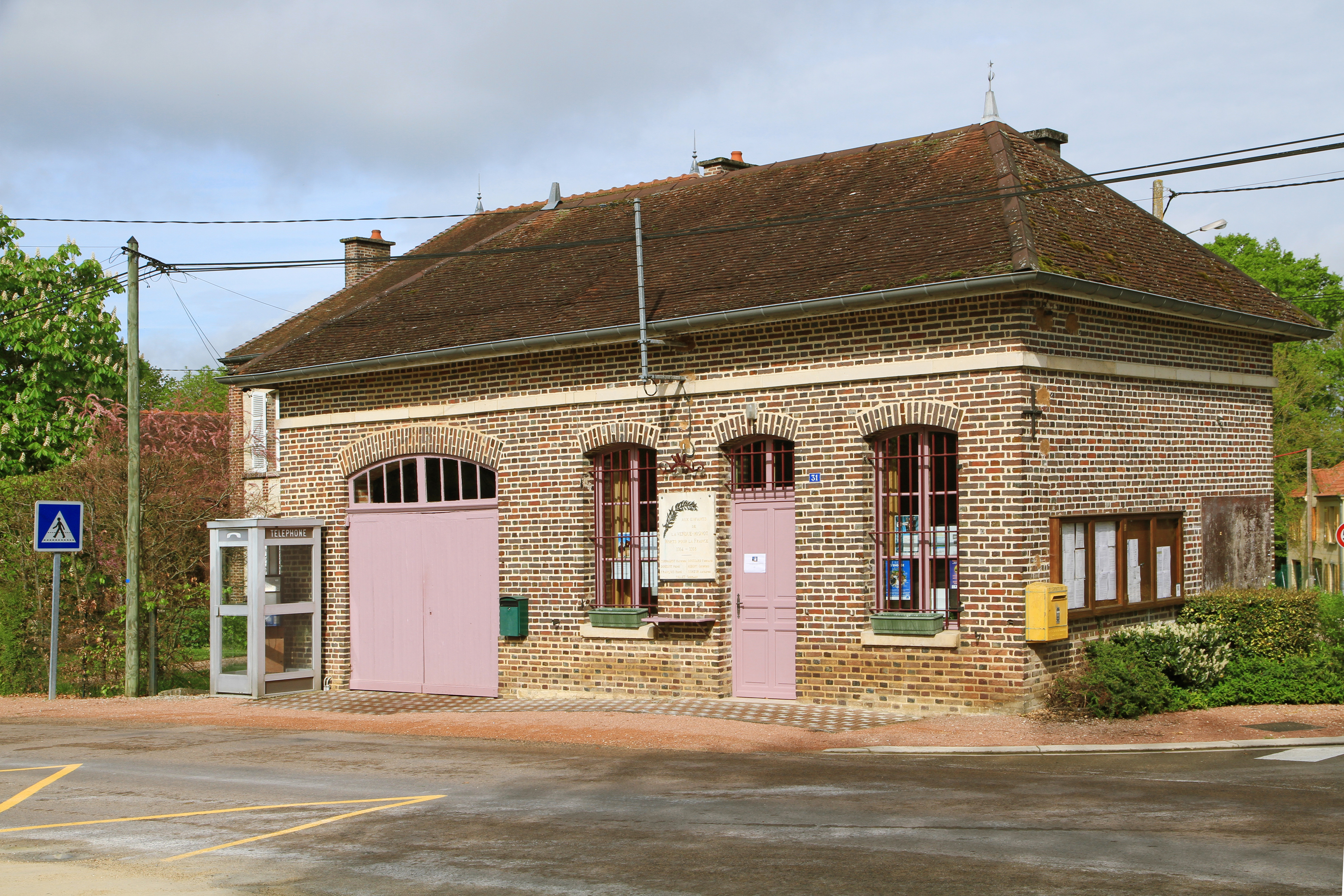
Mairie, local des pompiers, cabine téléphonique et boîte aux lettres.

À partir de 1790, la commune était au canton d'Aumont jusqu'en l'An IX.
| Période                                  | Période  | Identité                                             | Étiquette | Qualité   |
| ---------------------------------------- | -------- | ---------------------------------------------------- | --------- | --------- |
| avant 1981                               | ?        | M. Pierre Vaudez                                     | DVG       |           |
| mars 2001                                | En cours | Mme Nicole Rousselot Réélue pour le mandat 2020-2026 |           | Retraitée |
| Les données manquantes sont à compléter. |          |                                                      |           |           |

## Démographie
L'évolution du nombre d'habitants est connue à travers les recensements de la population effectués dans la commune depuis 1793. Pour les communes de moins de 10 000 habitants, une enquête de recensement portant sur toute la population est réalisée tous les cinq ans, les populations de référence des années intermédiaires étant quant à elles estimées par interpolation ou extrapolation. Pour la commune, le premier recensement exhaustif entrant dans le cadre du nouveau dispositif a été réalisé en 2004.

En 2022, la commune comptait 242 habitants, en évolution de −4,35 % par rapport à 2016 (Aube : +0,7 %, France hors Mayotte : +2,11 %).
| 1793 | 1800 | 1806 | 1821 | 1831 | 1836 | 1841 | 1846 | 1851 |
| ---- | ---- | ---- | ---- | ---- | ---- | ---- | ---- | ---- |
| 220  | 280  | 270  | 302  | 315  | 346  | 380  | 382  | 371  |

| 1856 | 1861 | 1866 | 1872 | 1876 | 1881 | 1886 | 1891 | 1896 |
| ---- | ---- | ---- | ---- | ---- | ---- | ---- | ---- | ---- |
| 383  | 383  | 378  | 340  | 331  | 314  | 273  | 249  | 238  |

| 1901 | 1906 | 1911 | 1921 | 1926 | 1931 | 1936 | 1946 | 1954 |
| ---- | ---- | ---- | ---- | ---- | ---- | ---- | ---- | ---- |
| 258  | 212  | 200  | 183  | 156  | 155  | 154  | 136  | 138  |

| 1962 | 1968 | 1975 | 1982 | 1990 | 1999 | 2004 | 2006 | 2009 |
| ---- | ---- | ---- | ---- | ---- | ---- | ---- | ---- | ---- |
| 135  | 125  | 129  | 183  | 243  | 246  | 240  | 232  | 238  |

| 2014 | 2019 | 2022 | - | - | - | - | - | - |
| ---- | ---- | ---- | - | - | - | - | - | - |
| 245  | 245  | 242  | - | - | - | - | - | - |

## Lieux et monuments
Développé après la Révolution, le village n'a pas d'église. La commune compte 1 édifice répertorié à l'inventaire des monuments historiques :
- l'ancienne tuilerie Pierre Masson fondée en 1854. En 1955, alors qu'elle appartient à Fernand Clerc depuis la fin de la guerre 1914-1918, la production est de 2 à 300 000 tuiles par an, en employant quatre ouvriers[20]. C'est aujourd'hui une maison d'habitation.
- ancienne école, son clocher en pierre porte la date de sa construction : 1896. Fermée en 1968, elle a été louée de 1969 à 1972 à la bonneterie troyenne Fra-For comme atelier annexe, avant d'être convertie ensuite en salle des fêtes communale.

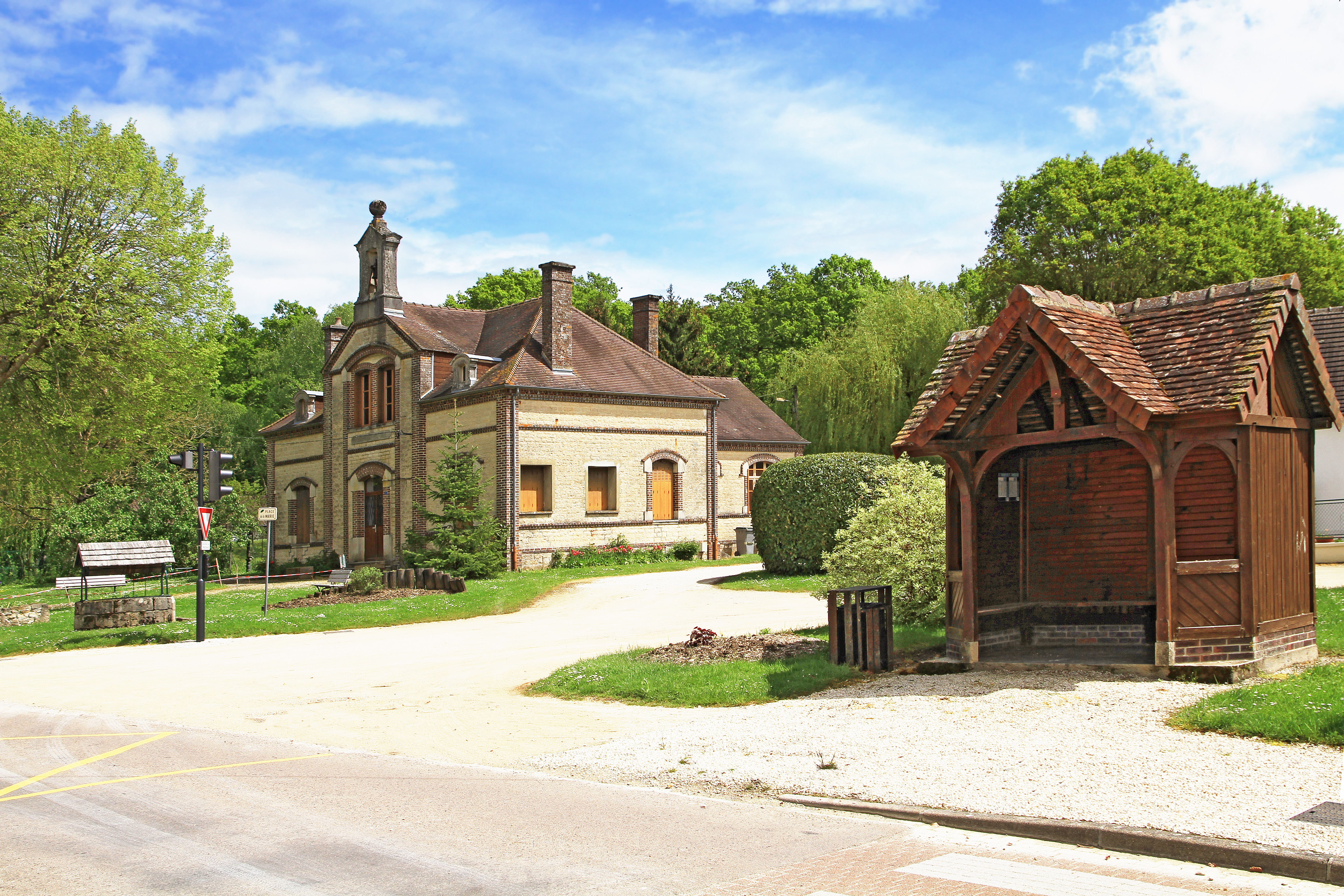
Ancienne école et arrêt de bus.
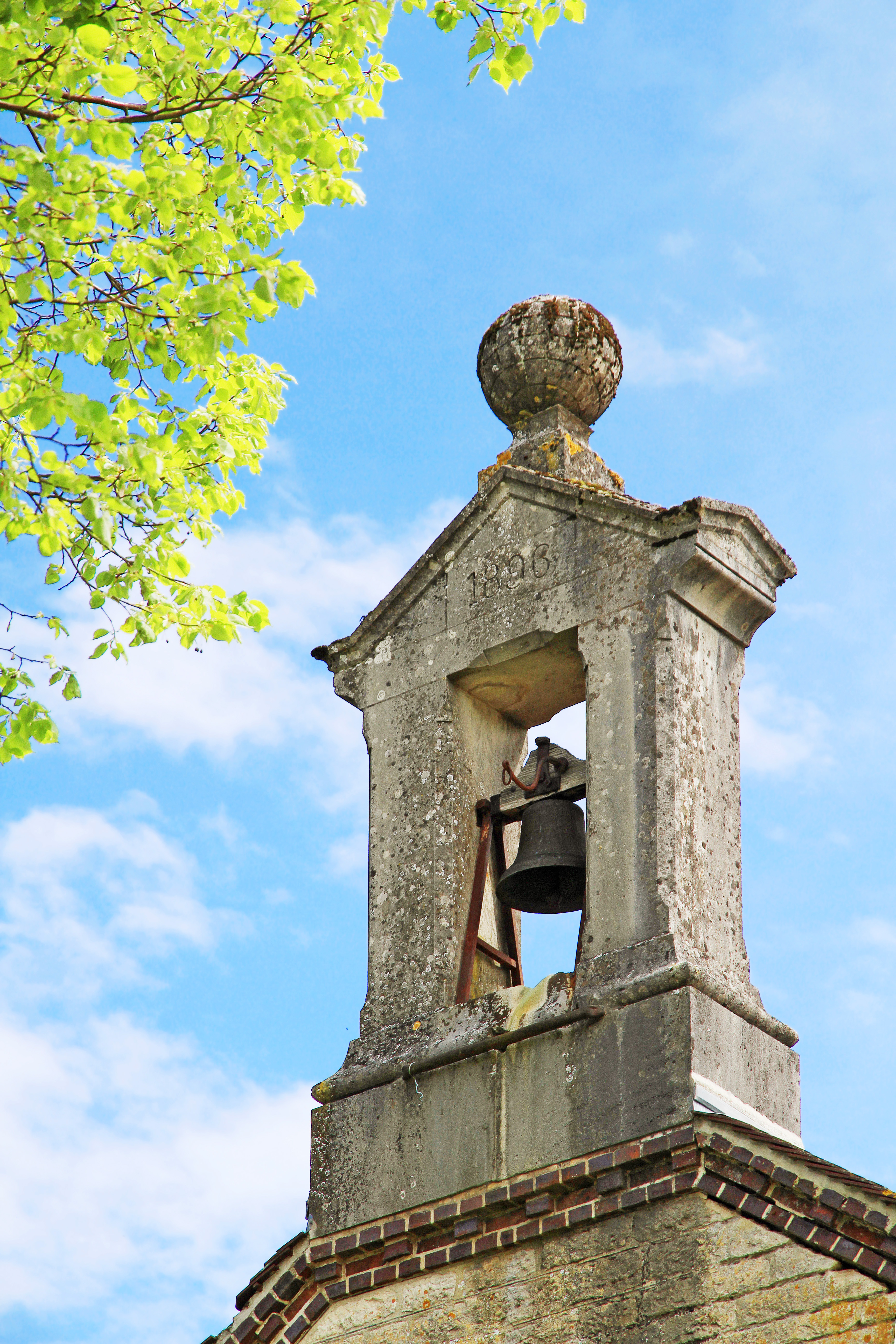
Clocher en pierre.
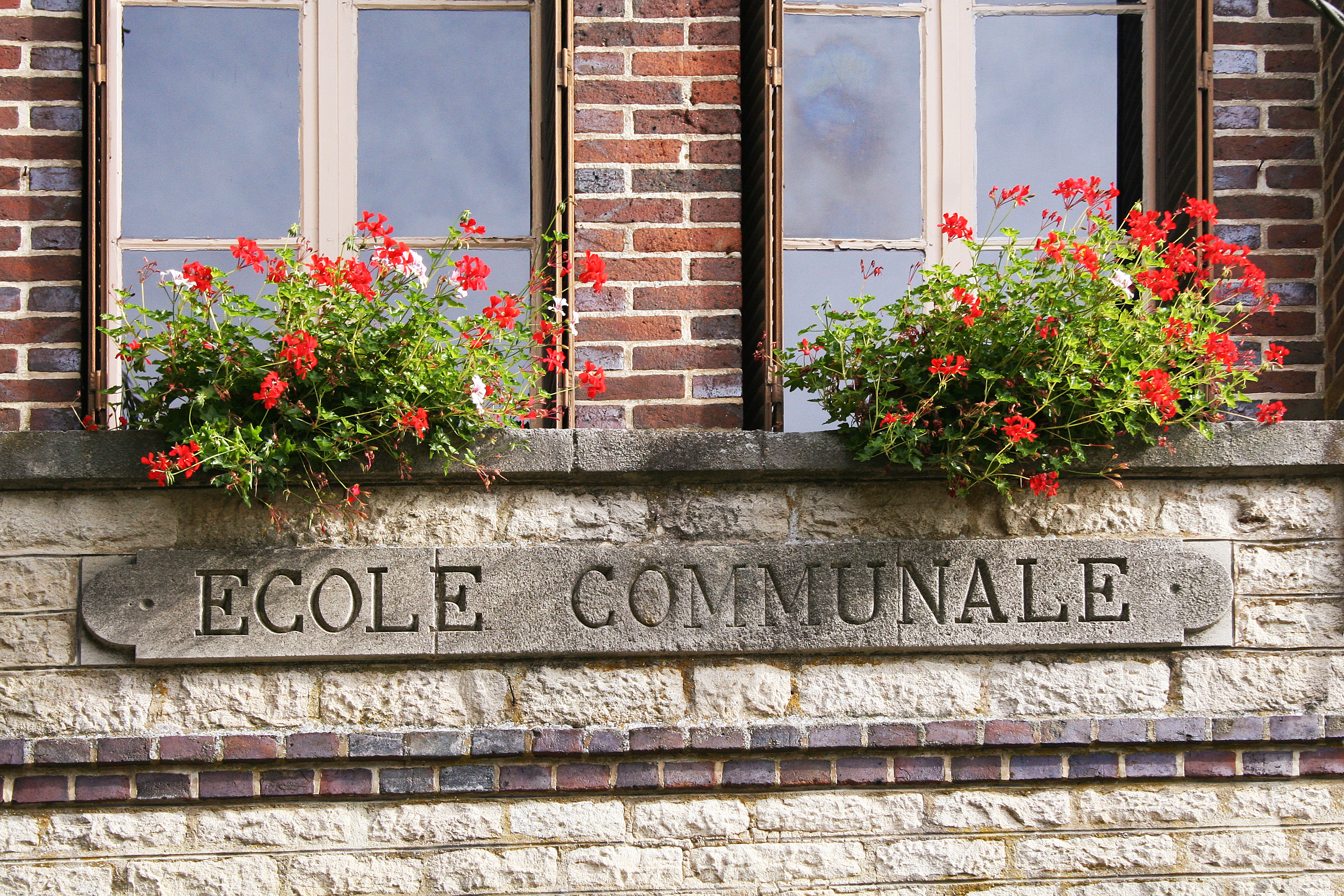
Inscription gravée en façade.

- Trois puits sur la commune, deux à la Vendue-Mignot et un au Beaucaron.

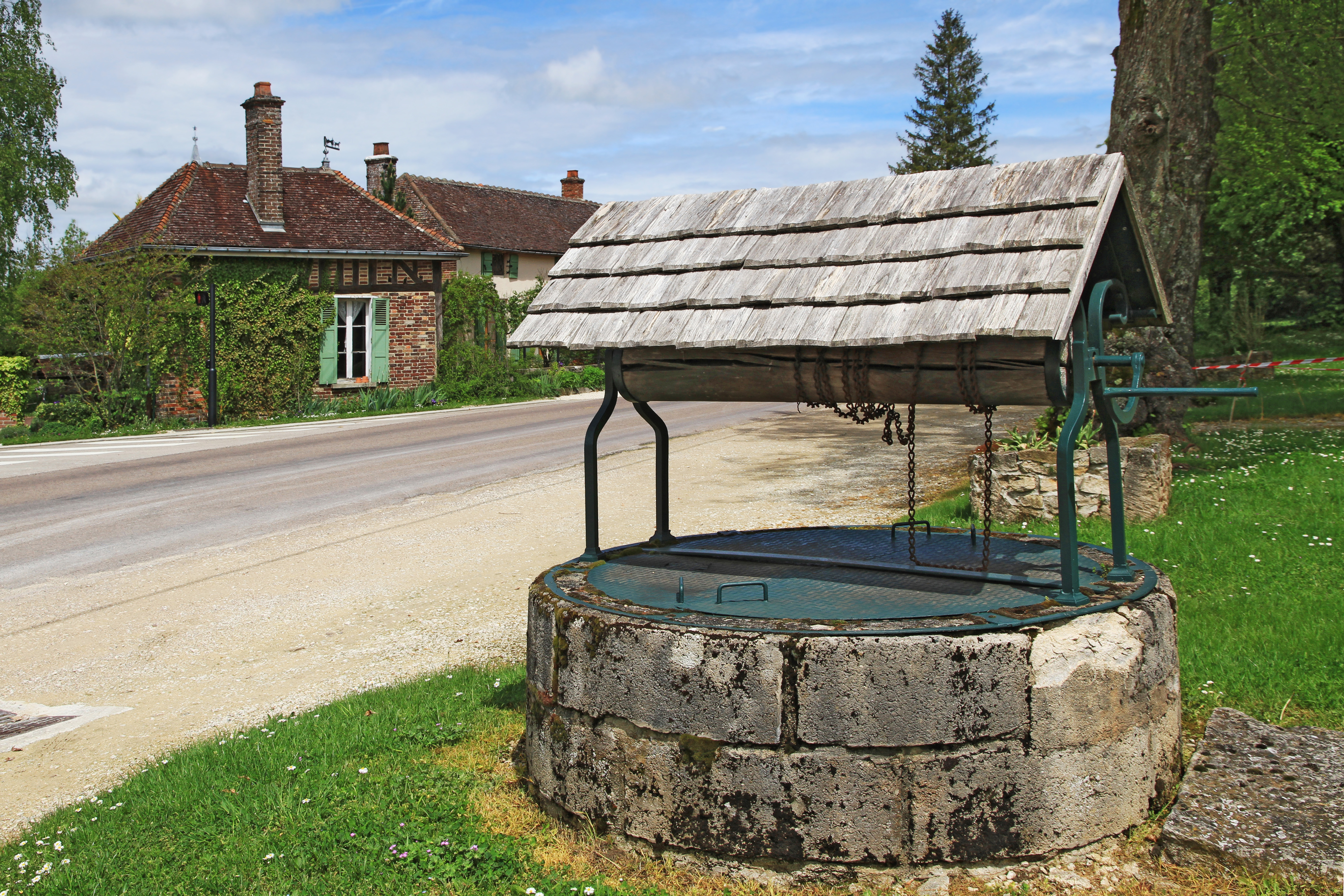
Puits avec toit en bardeaux près de l'école.

- Plusieurs belles maisons "champenoises" (en pans de bois) caractéristiques de la Champagne humide, la plupart ont été rénovées dans leur caractère originel du début du XIXe siècle.

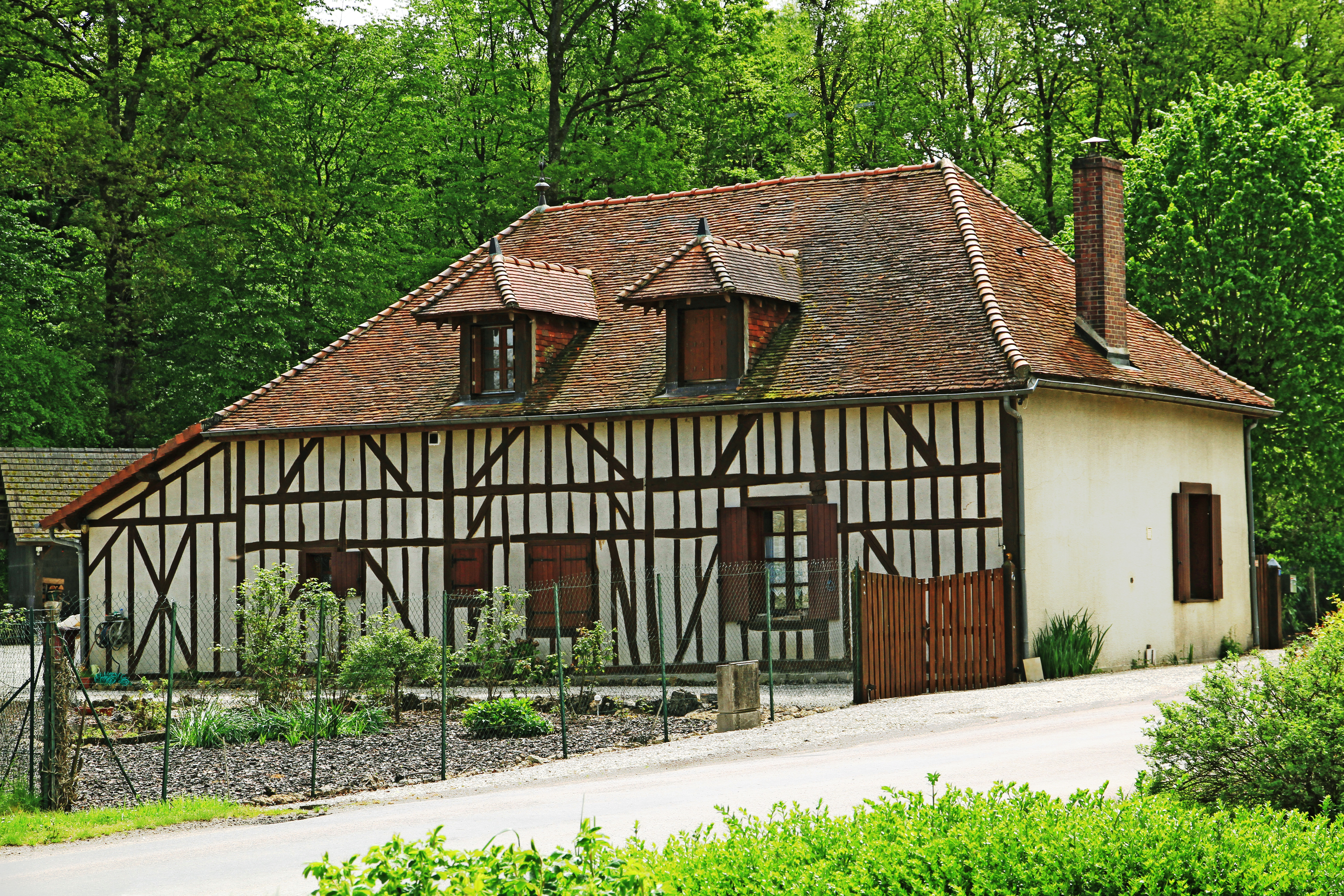
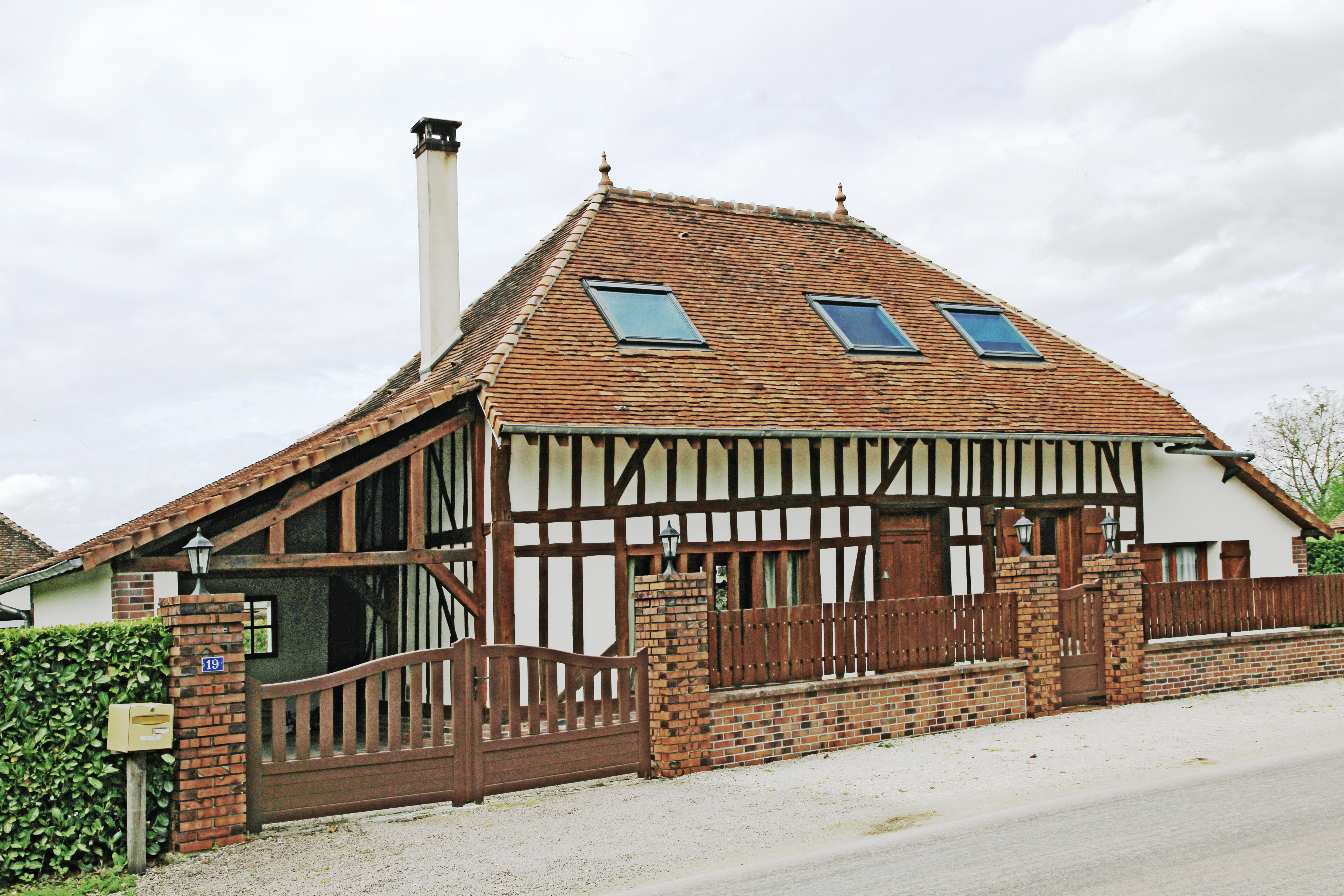

- Le gros chêne d'Aumont est mort mais encore debout, son âge est estimé entre 300 et 400 ans. Bien que situé sur la commune de Cormost, on y accède par la route forestière Péricard qui prend dans le village à gauche de la rue principale en venant de Troyes (en allant vers le sud), à 150 m après la mairie.